# Helicoconis walshi
Helicoconis walshi är en insektsart som först beskrevs av Banks 1906.  Helicoconis walshi ingår i släktet Helicoconis och familjen vaxsländor. Inga underarter finns listade i Catalogue of Life.